# Stadion 974
Das Stadion 974 (arabisch استاد 974) ist ein temporäres Fußballstadion im Bezirk Ras Abu Aboud der katarischen Hauptstadt Doha. Die Anlage am Hafen von Doha war einer der Austragungsorte für die Fußball-Weltmeisterschaft 2022 und bietet 44.089 Plätze. Der Name bezieht sich auf die Zahl der 974 bunt angeordneten Schiffscontainer, die verbaut wurden. Darüber hinaus ist 974 die internationale Telefonvorwahlnummer von Katar. Der Hamad International Airport liegt wenige Kilometer vom Stadion entfernt.

## Geschichte
Der Bau begann 2018. Der Entwurf stammt von Fenwick Iribarren Architects in Zusammenarbeit mit Schlaich Bergermann Partner und den Ingenieuren von Hilson Moran. Für Fenwick Iribarren Architects ist es der dritte Stadionentwurf der WM 2022 neben dem Education City Stadium und dem al-Thumama-Stadion. Die modulare Bauweise mit vorgefertigten Bauteilen, ähnlich den Lego-Bausteinen, beschleunigte die Arbeiten und senkte die Kosten. Es ist das erste Stadion einer Fußball-Weltmeisterschaft, das komplett zerlegbar, transportabel und an einem anderen Ort wiederverwendbar ist.
Im November 2021 wurde die Fertigstellung des Stadions gemeldet. Am 20. November wurde das Stadion virtuell übergeben. Bei der Veranstaltung wurde der Name der WM-Spielstätte veröffentlicht. Aus dem Ras Abu Aboud Stadium, benannt nach dem Stadtbezirk Ras Abu Aboud, wurde das Stadium 974. Es ist das vorletzte Stadion der Fußball-Weltmeisterschaft, das fertiggestellt wurde. Das Endspielstadion Lusail Iconic Stadium ist als letztes Stadion im Dezember  2021 fertiggestellt worden.
Das erste Spiel wurde im Rahmen des FIFA-Arabien-Pokals 2021 am 30. November zwischen den Vereinigten Arabischen Emiraten und Syrien ausgetragen. Insgesamt fanden hier sechs Partien des Turniers als Testlauf für die WM statt.
Ursprüngliche Planungen sahen vor, dass das Stadion nach Abschluss der Weltmeisterschaft 2022 zurückgebaut und an einem neuen Standort wieder errichtet werden sollte. Als möglicher neuer Standort hierfür wurde u. a. Uruguay gehandelt, das im Falle einer Zusage als Ausrichter für die Weltmeisterschaft 2030 das Stadion im Rahmen dieses Turniers hätte verwenden können. Auf dem 450.000 m² großen Gelände des aktuellen Standorts sollten Freizeit- und Grünanlagen entstehen. Ein Jahr nach dem Weltmeisterschaftsturnier wurde im Dezember 2023 berichtet, dass die Pläne für den Rückbau bisher nicht in die Tat umgesetzt wurden und dass zum Teil noch das Branding der Weltmeisterschaft daran zu erkennen ist. Zudem soll das Stadion einer von zwei Spielorten in Katar bei der ersten Auflage des FIFA-Interkontinental-Pokal im Dezember 2024 sein.

## Spiele des FIFA-Arabien-Pokals 2021
Im Stadium 974 fanden sechs Spiele des Turniers statt, darunter ein Halbfinale und das Spiel um Platz 3.
- 30. Nov. 2021, Gruppe B:  Vereinigte Arabische Emirate –  Syrien 2:1 (2:0)
- 03. Dez. 2021, Gruppe B:  Mauretanien –  Vereinigte Arabische Emirate 0:1 (0:0)
- 04. Dez. 2021, Gruppe D:  Sudan –  Ägypten 0:5 (0:3)
- 07. Dez. 2021, Gruppe C:  Jordanien –  Palästina 5:1 (2:1)
- 15. Dez. 2021, Halbfinale:  Tunesien –  Ägypten 1:0 (0:0)
- 18. Dez. 2021, Spiel um Platz 3:  Ägypten –  Katar 0:0 n. V., 4:5 i. E.

## Spiele der Fußball-Weltmeisterschaft 2022 im Stadium 974
Es wurden sieben Partien im Stadium 974 in Doha ausgetragen.
|                                                  |   |             |           |
| Di., 22. Nov. 2022 um 17:00 Uhr MEZ, Gruppe C    |   |             |           |
| Mexiko                                           | – | Polen       | 0:0       |
| Do., 24. Nov. 2022 um 17:00 Uhr MEZ, Gruppe H    |   |             |           |
| Portugal                                         | – | Ghana       | 3:2 (0:0) |
| Sa., 26. Nov. 2022 um 17:00 Uhr MEZ, Gruppe D    |   |             |           |
| Frankreich                                       | – | Dänemark    | 2:1 (0:0) |
| Mo., 28. Nov. 2022 um 17:00 Uhr MEZ, Gruppe G    |   |             |           |
| Brasilien                                        | – | Schweiz     | 1:0 (0:0) |
| Mi., 30. Nov. 2022 um 20:00 Uhr MEZ, Gruppe C    |   |             |           |
| Polen                                            | – | Argentinien | 0:2 (0:0) |
| Fr., 2. Dez. 2022 um 20:00 Uhr MEZ, Gruppe G     |   |             |           |
| Serbien                                          | – | Schweiz     | 2:3 (0:0) |
| Mo., 5. Dez. 2022 um 20:00 Uhr MEZ, Achtelfinale |   |             |           |
| Brasilien                                        | – | Südkorea    | 4:1 (4:0) |